# Pjotr Petrowitsch Schilowski

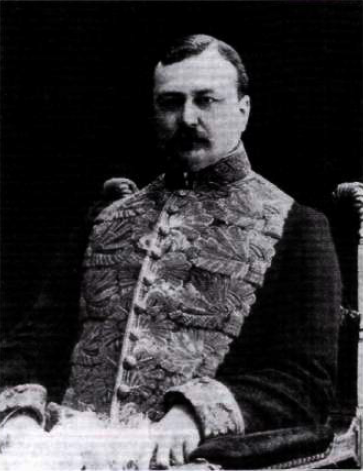
Pjotr Schilowski

Pjotr Petrowitsch Schilowski (russisch Пётр Петрович Шиловский; * 12. September 1871; † 3. Juni 1957) war ein russischer Graf, Jurist, Politiker und Erfinder. Er war Gouverneur von Kostroma (1910–1912) und von der Provinz Olonez (1912–1913). Er wurde bekannt als Erfinder eines zweirädrigen selbstbalancierenden Autos, das er im November 1913 fertigstellte. Nach der Oktoberrevolution emigrierte er nach England, heiratete, bekam 3 Töchter und arbeitete in Dulwich für die Sperry Corporation.

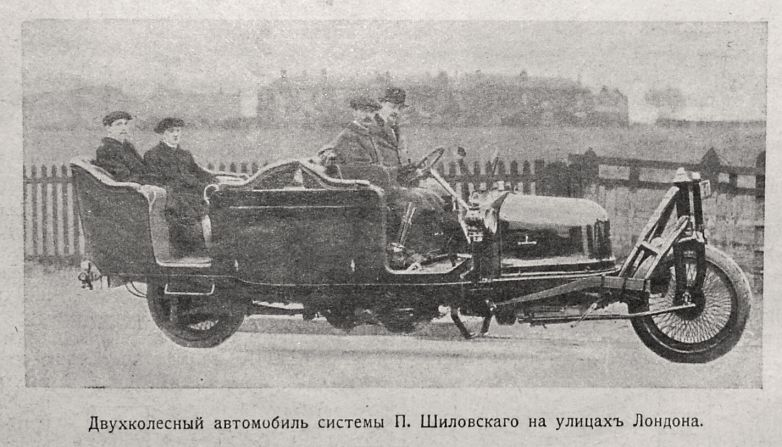
Schilowskis zweirädriges Auto 1914 in London

## Referenzen
- Schilowski's Gyrocar (englisch)
- P. P. Schilowski Das Gyroskop: Sein Aufbau und praktische Anwendung, die Behandlung der Physik und experimentelle Mechanik des Kreisels, und Erklärung der Methoden seiner Anwendung bei der Stabilisierung der Einschienenbahnen, Schiffe, Flugzeuge, Schiffs-Waffen usw., Vorschau von Prof. C. V. Boys, F.R.S. 224 Seiten, London, E. & F. N. Spon, ltd.; New York, Spon & Chamberlain, 1924
- SCHILOVSKY, P., 28, Dulwich Wood Park, London. May 31, 1933, No. 15695. Class 122 (v). Abstract of GB405513 405,513. Stuffing-box substitutes. (englisch)
- Zweirad-Monster. Teil 1: Schilowski's Gyrocar (russisch)